# Klioutchi
Klioutchi (en russe : Ключи́) est une commune rurale du raïon d'Oust-Kamtchatsk dans le kraï du Kamtchatka, à l'est de la Russie. Elle est située à proximité du fleuve Kamtchatka, à 30 km au nord du volcan Klioutchevskoï. La population s'élevait à 4 200 habitants en 2022

## Géographie
La commune est située à proximité de l'endroit où le cours du fleuve Kamtchatka bifurque en direction de l'est et de la mer de Béring.

### Climat
| Mois                                        | jan.       | fév.     | mars       | avril      | mai        | juin      | jui.      | août      | sep.      | oct.       | nov.       | déc.       | année      |
| ------------------------------------------- | ---------- | -------- | ---------- | ---------- | ---------- | --------- | --------- | --------- | --------- | ---------- | ---------- | ---------- | ---------- |
| Température minimale moyenne (°C)           | −19,6      | −17,1    | −12,1      | −5,4       | 1,3        | 7,1       | 11,3      | 10,5      | 5,5       | −0,5       | −8,7       | −17,1      | −3,7       |
| Température moyenne (°C)                    | −15,8      | −13,1    | −7,6       | −1,5       | 5,6        | 12,2      | 15,9      | 14,4      | 9,4       | 2,7        | −5,5       | −13,5      | 0,3        |
| Température maximale moyenne (°C)           | −12        | −8,9     | −3,1       | 2,5        | 10,4       | 17,6      | 21,1      | 19,2      | 14,1      | 6,2        | −2,4       | −10        | 4,6        |
| Record de froid (°C) date du record         | −48,6 1916 | −42 1919 | −36,7 1957 | −26,5 1998 | −10,3 1950 | −3,7 1936 | 2,3 1949  | −1,3 1943 | −7,2 1949 | −19,3 1928 | −33,8 1969 | −42,2 1928 | −48,6 1916 |
| Record de chaleur (°C) date du record       | 5,8 1956   | 3,9 2014 | 7,4 1989   | 17,4 2000  | 28,4 1964  | 30 1990   | 32,7 2016 | 29,6 1963 | 25 2014   | 17,7 1956  | 11,6 1966  | 5,3 1966   | 40,9 2016  |
| Précipitations (mm)                         | 75         | 58       | 58         | 38         | 30         | 37        | 47        | 67        | 59        | 65         | 62         | 68         | 664        |
| Record de pluie en 24 h (mm) date du record | 47 2005    | 68 1934  | 49 1960    | 26 2013    | 39 2001    | 36 1979   | 62 1955   | 103 2016  | 49 2019   | 70 1968    | 55 1986    | 46 1915    | 103 2016   |
| Nombre de jours avec précipitations         | 2          | 2        | 2          | 6          | 14         | 16        | 17        | 19        | 18        | 17         | 5          | 2          | 120        |
| Humidité relative (%)                       | 83         | 80       | 75         | 70         | 68         | 70        | 77        | 81        | 79        | 76         | 79         | 84         | 77         |
| Nombre de jours avec neige                  | 21         | 21       | 20         | 15         | 8          | 0,1       | 0         | 0         | 1         | 8          | 18         | 20         | 132        |
| Nombre de jours d'orage                     | 0          | 0        | 0          | 0          | 0          | 0,3       | 1         | 0,2       | 0,1       | 0          | 0          | 0          | 2          |
| Nombre de jours avec brouillard             | 13         | 9        | 4          | 0,4        | 0,1        | 0,1       | 2         | 4         | 7         | 2          | 4          | 9          | 55         |

| Diagramme climatique                                  |             |             |           |           |           |            |            |           |           |            |            |
| J                                                     | F           | M           | A         | M         | J         | J          | A          | S         | O         | N          | D          |
| −12−19,675                                            | −8,9−17,158 | −3,1−12,158 | 2,5−5,438 | 10,41,330 | 17,67,137 | 21,111,347 | 19,210,567 | 14,15,559 | 6,2−0,565 | −2,4−8,762 | −10−17,168 |
| Moyennes : • Temp. maxi et mini °C • Précipitation mm |             |             |           |           |           |            |            |           |           |            |            |

## Histoire
Klioutchi a été fondée en 1731. En 1951, elle reçoit le statut de commune urbaine et, en 1979, le statut de ville. Face au déclin de sa population et pour pouvoir bénéficier de davantage d'aides de la part du gouvernement fédéral, la ville est classée en commune rurale, en 2004.
La commune étant située sur la péninsule du Kamtchatka, une région très isolée du temps de l'Union soviétique, une zone de test de missiles balistiques intercontinentaux (le polygone de Koura) a été délimitée près de la commune pendant la Guerre froide et est desservie par la base aérienne de Klioutchi (en).

## Population
Recensements ou estimations de la population : 
| 1959* | 1970* | 1979* | 1989*  | 2002* | 2004  |
| ----- | ----- | ----- | ------ | ----- | ----- |
| 6 949 | 7 809 | 9 317 | 11 251 | 7 073 | 6 700 |

| 2010* | 2020  | 2021  | 2022  | - | - |
| ----- | ----- | ----- | ----- | - | - |
| 5 855 | 4 422 | 4 213 | 4 200 | - | - |